# Пясъчна терапия
Пясъчна терапия е форма на психотерапия, която се опитва да създаде връзка с психиката с цел излекуване на човека. Неин основател е швейцарския терапевт Дора Калф (1904-1990).

## История на метода
Техниката „пясъчна терапия“ възниква в рамките на юнгианския аналитичен подход и се базира основно на работа със символно съдържание на безсъзнателното като източник на вътрешното израстване и развитие. През 40-те години на 20 век в Швеция се появява „тест на света“, разработван от Шарлоте Бюлер, този тест се нарича още „метод Ерика“. Той се използва в Швеция за диагностиционен инструмент в детската психиатрия. В Швейцария след това с работата си с деца Маргарет Льовенфелд започва да използва същата техника. На свой ред Дора Калф разработва от техниката терапевтичен метод наречен пясъчна терапия. Първоначално този метод служи само и изключително за работа с деца, а след това се пригодява и за работа с възрастни.